# Tri Czeszmi
Tri Czeszmi (mac. Три Чешми) – wieś w gminie miejskiej Sztip w środkowej Macedonii Północny.

## Demografia
Według spisu ludności z 2021 we wsi Tri Czeszmi mieszkało 947 mieszkańców.

### Rasy i pochodzenie
Według wyżej wspomnianych danych we wsi Tri Czeszmi mieszkało 808 Macedończyków, 88 Arumunów, 3 Serbów, dwóch ludzi innego pochodzenia i 46, o których nie uzyskano informacji.